# Thomas Kühne
Thomas Kühne (* 13. März 1958 in Köln) ist ein deutscher Historiker.
Kühne wurde nach einem Studium der Geschichtswissenschaft 1992 an der Universität Tübingen promoviert. Er lehrte an den Universitäten in Bielefeld und Konstanz und ist seit 2004 Inhaber des Strassler Chair for the Study of Holocaust History und Direktor des Strassler Center for Holocaust and Genocide Studies an der Clark University, Massachusetts.
Kühne gewann 1995 den Preis des Deutschen Bundestags für Parlamentarismus, hatte 1998 und 2001 Stipendien der Deutschen Forschungsgemeinschaft, 2010 der John Simon Guggenheim Memorial Foundation und 2003 sowie 2010 des Institute for Advanced Study in Princeton. Im August 2023 gehörte Kühne zu den Unterzeichnenden des Manifests „Der Elefant im Raum“, das Israels Besetzung der Palästinensischen Autonomiegebiete, Gazastreifen, Westjordanland und Ostjerusalem, als Apartheid-Regime verurteilte.

## Schriften (Auswahl)
- Dreiklassenwahlrecht und Wahlkultur in Preußen 1867–1914. Landtagswahlen zwischen korporativer Tradition und politischem Massenmarkt, Düsseldorf: Droste, 1994.
- Handbuch der Wahlen zum Preußischen Abgeordnetenhaus 1867–1918. Wahlergebnisse, Wahlbündnisse und Wahlkandidaten, Düsseldorf: Droste, 1994.
- Männergeschichte – Geschlechtergeschichte. Männlichkeit im Wandel der Moderne, Frankfurt: Campus, 1996.
- mit Benjamin Ziemann: Was ist Militärgeschichte? Paderborn: Schöningh, 2000.
- Kameradschaft. Die Soldaten des nationalsozialistischen Krieges und das 20. Jahrhundert, Göttingen: Vandenhoeck & Ruprecht, 2006.
- Belonging and Genocide. Hitler’s Community, 1918–1945. New Haven: Yale University Press, 2010.
- mit Hartmut Berghoff: Globalizing Beauty. Body Aesthetics in the 20th Century. Houndmills: Palgrave-Macmillan, 2013.
- The Rise and Fall of Comradeship. Hitler’s Soldiers, Male Bonding and Mass Violence in the Twentieth Century. Cambridge: Cambridge University Press, 2017.